# Exostose subunguéale
 Mise en garde médicale
Une exostose subunguéale est une projection osseuse qui provient de la surface dorsale de la phalange distale, le plus souvent de l'hallux (le gros orteil). 

## Description
L'exostose subunguéale est souvent douloureuse du fait de la pression appliquée sur le lit et la plaque de l'ongle. Elle peut induire la destruction du lit de l'ongle.
Ces lésions ne sont pas de véritables ostéochondromes, mais plutôt une métaplasie réactive du cartilage. La raison pour laquelle cela se produit sur la face dorsale est que le périoste y est plus lâche alors qu'il est fortement adhérent au niveau palmaire. L'exostose subunguéale est donc à distinguer de l'ostéochondrome subunguéal.
Des mélanomes malins subunguéal peuvent également survenir chez les canidés.

## Traitement
Une excision chirurgicale est généralement efficace.